# Ibarra (Guipúzcoa)
Ibarra es un municipio español de la provincia de Guipúzcoa, comunidad autónoma del País Vasco. Fue fundado en 1802. Tiene una población de 4225 habitantes (2017).

## Toponimia
Ibarra es un topónimo transparente, ya que significa 'la vega' en lengua vasca. El pueblo ocupa una llanura en la orilla derecha del río Elduaran o Berástegui poco antes de que este desemboque en el río Oria, a escaso kilómetro y medio del centro de Tolosa. El hecho de ubicarse en una feraz vega parece ser el motivo más probable de su denominación. Aunque en la actualidad esta vega está en buena parte ya urbanizada, siguen existiendo huertas e Ibarra sigue teniendo fama por sus productos agrícolas, especialmente por una variedad local de guindilla conocida como guindilla de Ibarra.
En Ecuador existe una localidad homónima, Ibarra, capital de la provincia de Imbabura, fundada por un vecino de la Ibarra guipuzcoana, Miguel de Ibarra y Mallea, que por entonces comandaba la Real Audiencia de Quito.

## Demografía
Ibarra cuenta con una población de 4112 habitantes (INE 2024).
| Gráfica de evolución demográfica de Ibarra entre 1842 y 2021                                                        |
| |
| Población de derecho según los censos de población del INE Población de hecho según los censos de población del INE |

## Administración y política

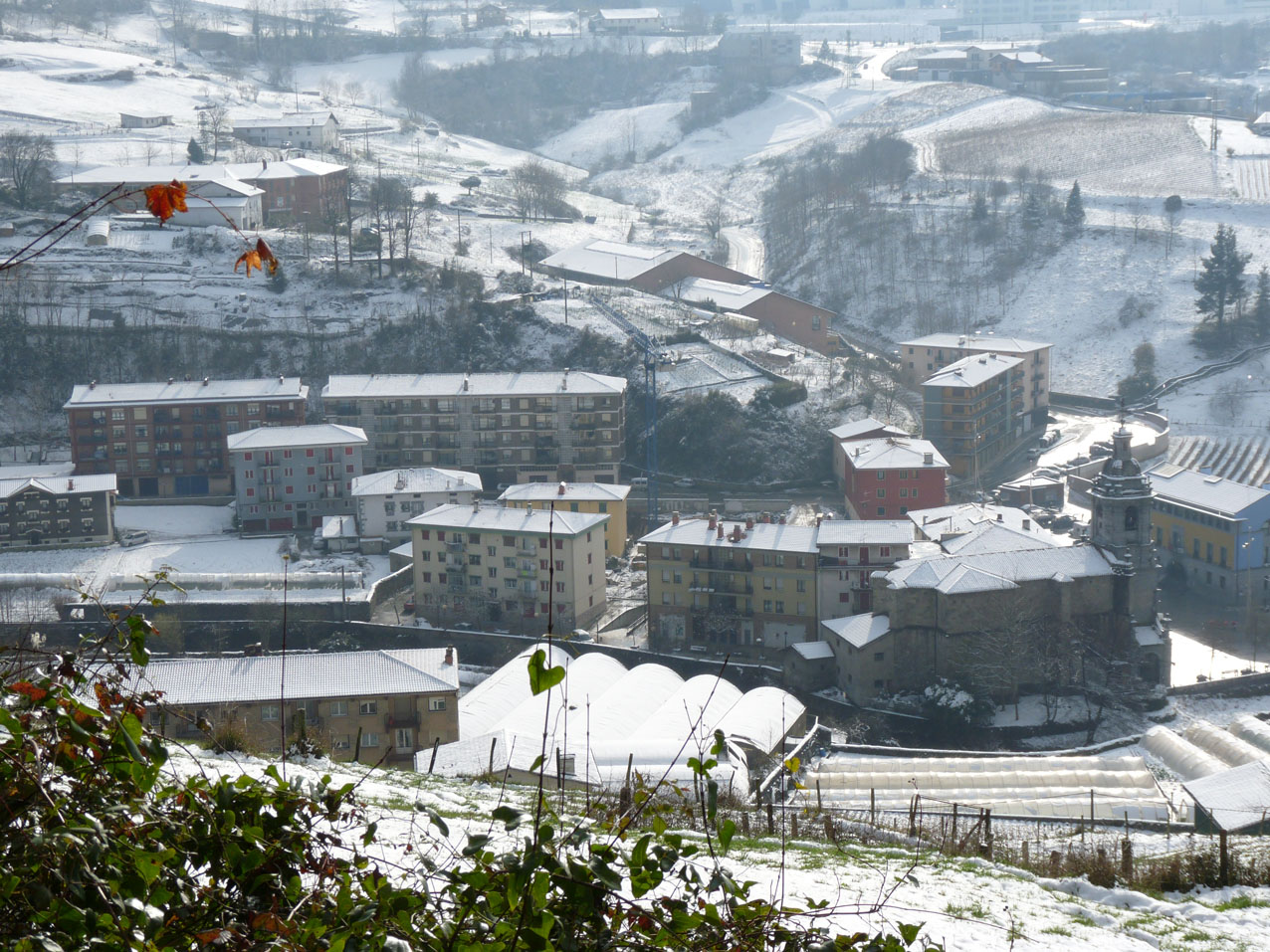
Vista de Ibarra nevado

| Partido político                                              | 2023  | 2023       | 2019  | 2019       | 2015  | 2015       | 2011  | 2011       | 2007  | 2007       | 2003        | 2003        | 1999  | 1999       | 1995  | 1995       |
| Partido político                                              | %     | Concejales | %     | Concejales | %     | Concejales | %     | Concejales | %     | Concejales | %           | Concejales  | %     | Concejales | %     | Concejales |
| Euskal Herria Bildu (EH Bildu)-Bildu                          | 57,93 | 7          | 49,45 | 6          | 45,09 | 6          | 61,28 | 8          | —     | —          | —           | —           | —     | —          | —     | —          |
| Euzko Alderdi Jeltzalea-Partido Nacionalista Vasco (EAJ-PNV)  | 30,16 | 3          | 39,19 | 4          | 42,26 | 5          | 20,81 | 2          | 31,32 | 4          | 60,87       | 7           | 15,23 | 2          | 20,34 | 2          |
| Partido Socialista de Euskadi-Euskadiko Ezkerra (PSE-EE PSOE) | 8,98  | 1          | 9,38  | 1          | 7,33  | 0          | 8,01  | 1          | 18,02 | 2          | 17,53       | 2           | 12,99 | 1          | 14,76 | 2          |
| Partido Popular del País Vasco (PP)                           | 0,75  | 0          | —     | —          | 2,01  | 0          | 3,27  | 0          | 6,65  | 0          | 9,86        | 1           | 5,48  | 0          | —     | —          |
| Hamaikabat (H1!)                                              | —     | —          | —     | —          | —     | —          | 4,14  | 0          | —     | —          | —           | —           | —     | —          | —     | —          |
| Eusko Alkartasuna (EA)                                        | —     | —          | —     | —          | —     | —          | —     | —          | 29,07 | 4          | Con PNV     | Con PNV     | 23,91 | 3          | 29,11 | 3          |
| Ezker Batua-Berdeak (EB-B)                                    | —     | —          | —     | —          | —     | —          | —     | —          | 10,36 | 1          | 8,61        | 1           | 1,98  | 0          | —     | —          |
| Euskal Herritarrok (EH)-Herri Batasuna (HB)                   | —     | —          | —     | —          | —     | —          | —     | —          | —     | —          | Ilegalizado | Ilegalizado | 39,65 | 5          | 32,07 | 4          |

## Patrimonio
Hay en la localidad una iglesia de San Bartolomé.